# Mattsee

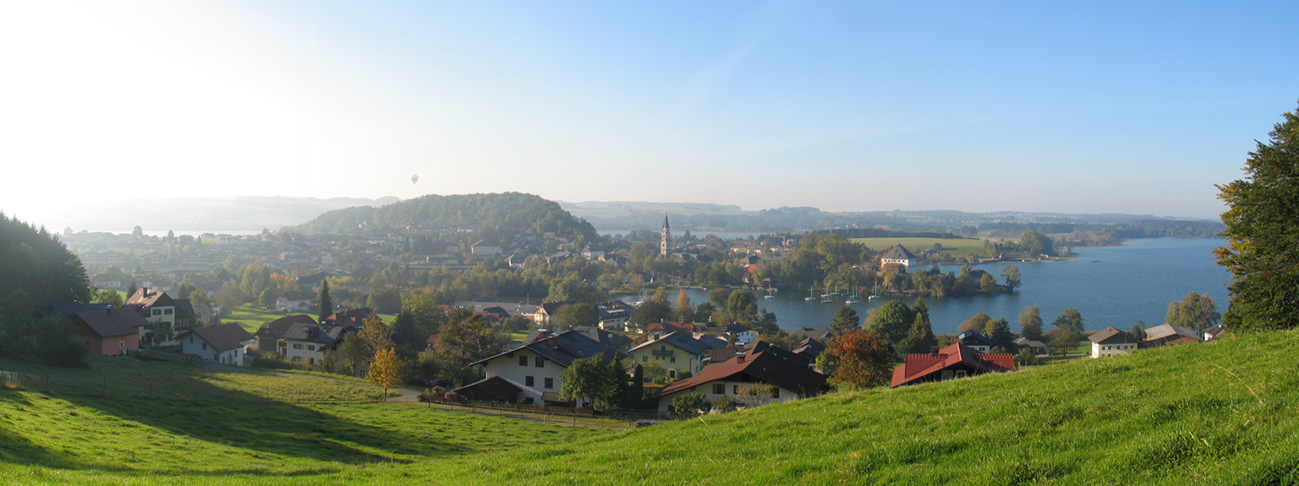
Ort und See Mattsee, Mitte die Stiftskirche dahinter Wartstein, rechts Schloss Mattsee

Mattsee ist eine Marktgemeinde im Flachgau (Salzburg, Österreich) mit 3538 Einwohnern (Stand 1. Jänner 2025). Der Ort liegt am gleichnamigen Mattsee.

## Geographie
Mattsee ist Teil des Gerichtsbezirks Seekirchen am Wallersee.
Die beiden nur durch eine schmale Landzunge getrennten Seen Mattsee und Obertrumer See liegen rund 500 Meter über dem Meeresniveau. Der höchste Punkt der Gemeinde ist der Buchberg mit einer Höhe von 801 Meter.
Die Gemeinde hat eine Fläche von 24,59 Quadratkilometer. Davon sind 38 Prozent landwirtschaftliche Nutzfläche, 18 Prozent sind bewaldet und 35 Prozent entfallen auf die beiden Seen.

### Gemeindegliederung
Einzige Ortschaft der Gemeinde ist Mattsee. Ortsteile sind:
- Anzing
- Aug
- Außerhof
- Bindergrub
- Bodenstätt
- Buchberg
- Feichten
- Fisching
- Gaisberg
- Guglmoos
- Haag
- Hof
- Hofer
- Leitgermoos
- Lofer
- Mitterhof
- Nußbaum
- Obernberg
- Ochsenharing
- Paltingmoos
- Pfaffenberg
- Ramoos
- Römersberg
- Saulach
- Schalkham
- Untermayerhof
- Unternberg
- Wallmannsberg
- Weyer
- Zellhof

### Klima
|                        | Jan  | Feb  | Mär  | Apr  | Mai  | Jun  | Jul  | Aug  | Sep  | Okt  | Nov  | Dez  |   |      |
| Mittl. Temperatur (°C) | −1,0 | −0,3 | 3,7  | 8,4  | 13,7 | 16,6 | 18,6 | 18,0 | 13,9 | 9,3  | 3,8  | 0,5  | ⌀ | 8,8  |
| Mittl. Tagesmax. (°C)  | 2,6  | 4,4  | 8,8  | 14,1 | 19,3 | 22,0 | 24,2 | 23,6 | 19,1 | 14,0 | 7,5  | 3,5  | ⌀ | 13,6 |
| Mittl. Tagesmin. (°C)  | −3,8 | −3,7 | 0,1  | 4,0  | 9,0  | 12,2 | 14,1 | 13,8 | 10,3 | 6,2  | 1,3  | −2,0 | ⌀ | 5,2  |
|                        |      |      |      |      |      |      |      |      |      |      |      |      |   |      |
| Niederschlag (mm)      | 79   | 81   | 108  | 88   | 117  | 147  | 158  | 143  | 114  | 80   | 85   | 95   | Σ | 1295 |
|                        |      |      |      |      |      |      |      |      |      |      |      |      |   |      |
| Luftfeuchtigkeit (%)   | 79,0 | 71,8 | 66,0 | 59,6 | 59,4 | 63,3 | 62,6 | 63,1 | 68,9 | 73,0 | 79,0 | 82,8 | ⌀ | 69   |

| −3,8 |

| −3,7 |

| 0,1 |

| 4,0 |

| 9,0 |

| 12,2 |

| 14,1 |

| 13,8 |

| 10,3 |

| 6,2 |

| 1,3 |

| −2,0 |

| −3,8 |

| −3,7 |

| 0,1 |

| 4,0 |

| 9,0 |

| 12,2 |

| 14,1 |

| 13,8 |

| 10,3 |

| 6,2 |

| 1,3 |

| −2,0 |

### Nachbargemeinden
| Berndorf bei Salzburg | Palting (BR)                                | Lochen am See (BR) |
| Seeham                | Kompassrose, die auf Nachbargemeinden zeigt | Schleedorf         |
| Obertrum am See       | Seekirchen am Wallersee                     |                    |

## Geschichte
Die erste Besiedlung erfolgte in der Jung-Steinzeit. Um 770 wurde das Stift Mattsee durch Bayernherzog Tassilo III. gegründet. Mattsee war Sitz eines Pfleggerichts der Salzburger Fürstbischöfe. Der Ort kam mit Salzburg 1816 zu Österreich. Aufsehen erregte der einstimmige Beschluss des Gemeinderates vom 19. Juni 1921, der sich entrüstet zeigte, „dass einzelne Vermieter von Sommerwohnungen in Mattsee dieselben Juden überließen und dadurch den allbekannten Ruf Mattsees als ‚judenreine Sommerfrische‘ schwer geschädigt haben“.
Der Ort Mattsee ist seit 1935 Marktgemeinde. Mattsee war bis Ende Mai 1923 Sitz eines Bezirksgerichts des Gerichtsbezirks Mattsee, per 1. Juni 1923 wurde dieser jedoch aufgelöst und Mattsee dem Gerichtsbezirk Neumarkt bei Salzburg zugewiesen.

## Kultur und Sehenswürdigkeiten

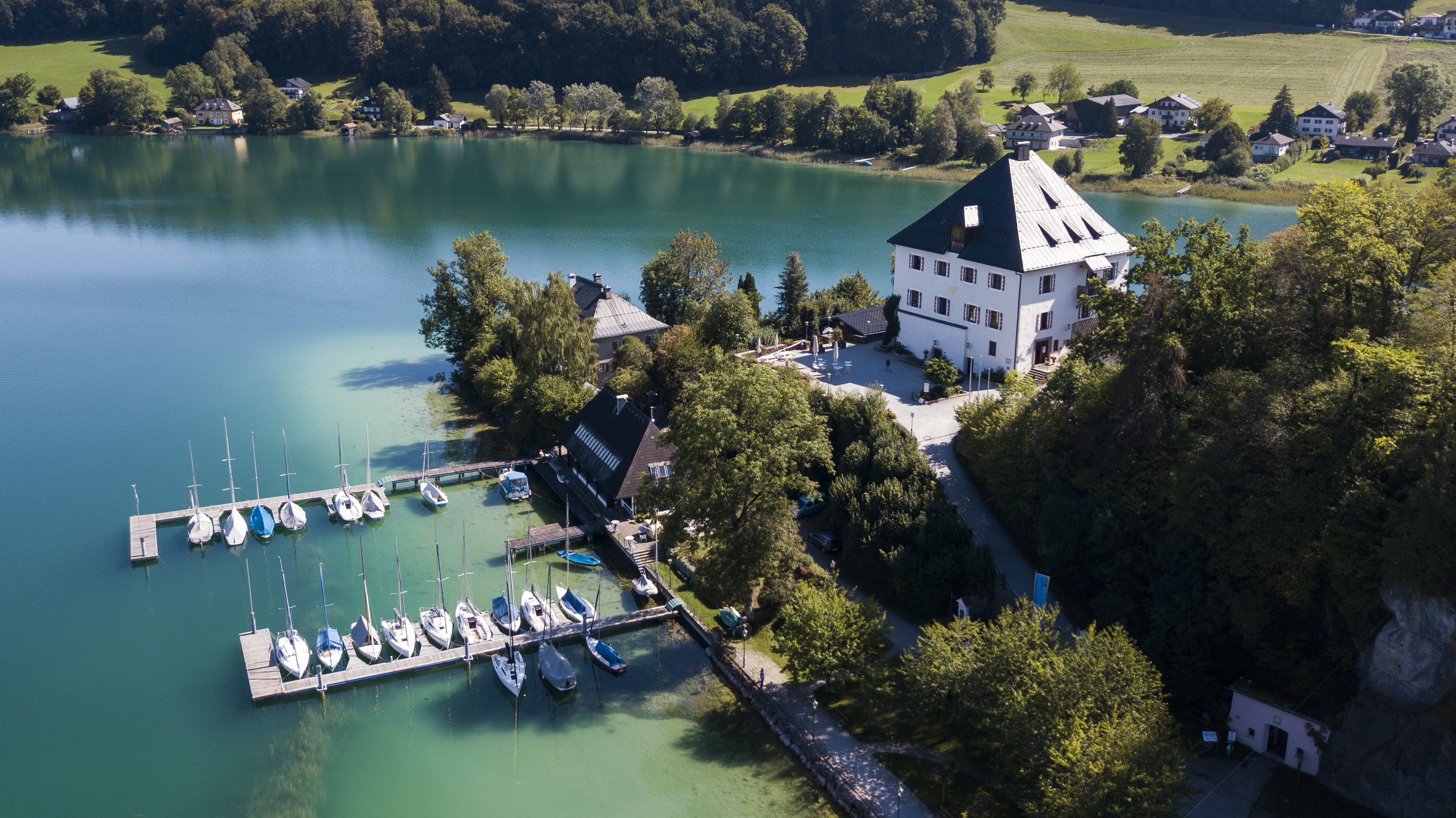
Schloss Mattsee

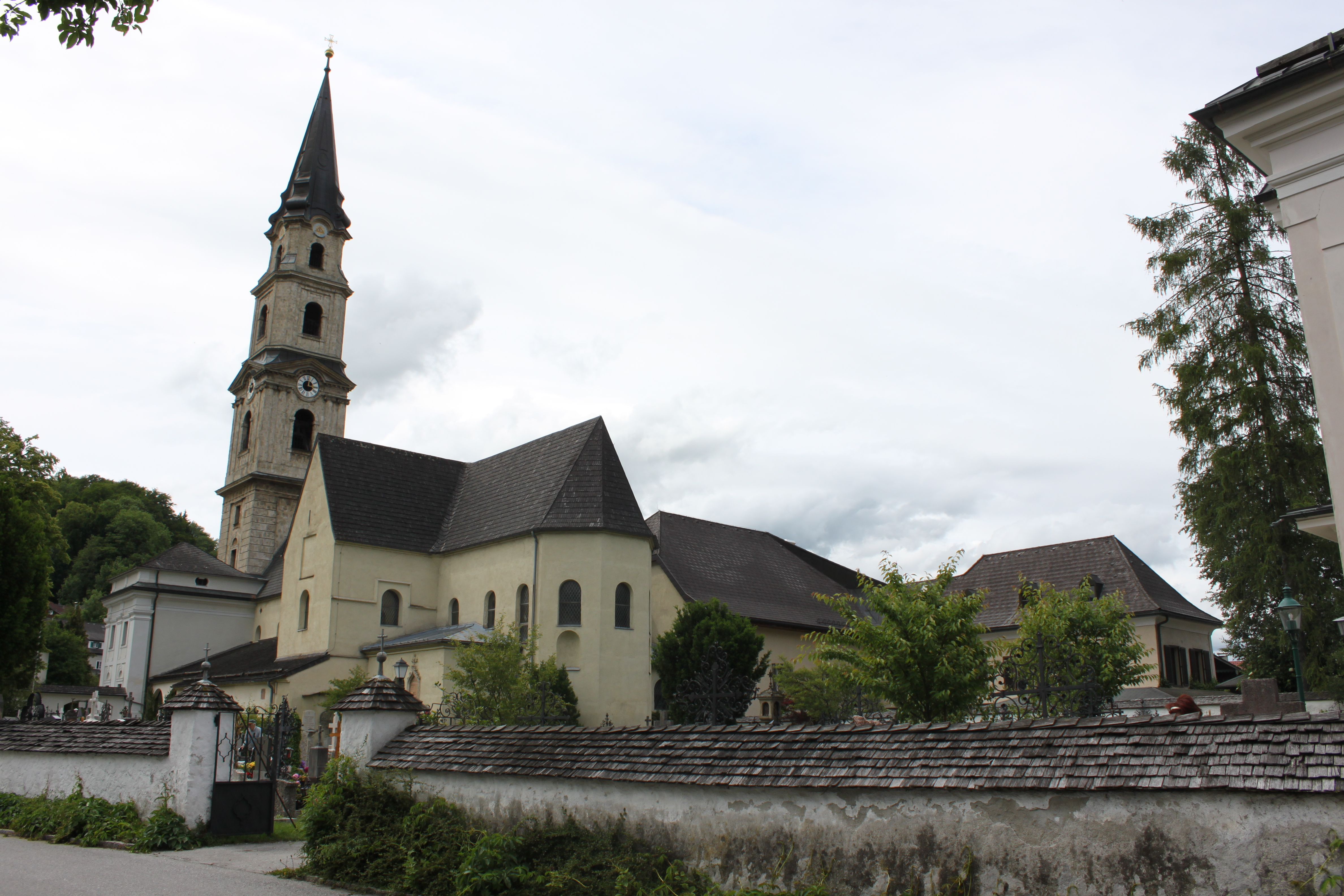
Stiftskirche Mattsee

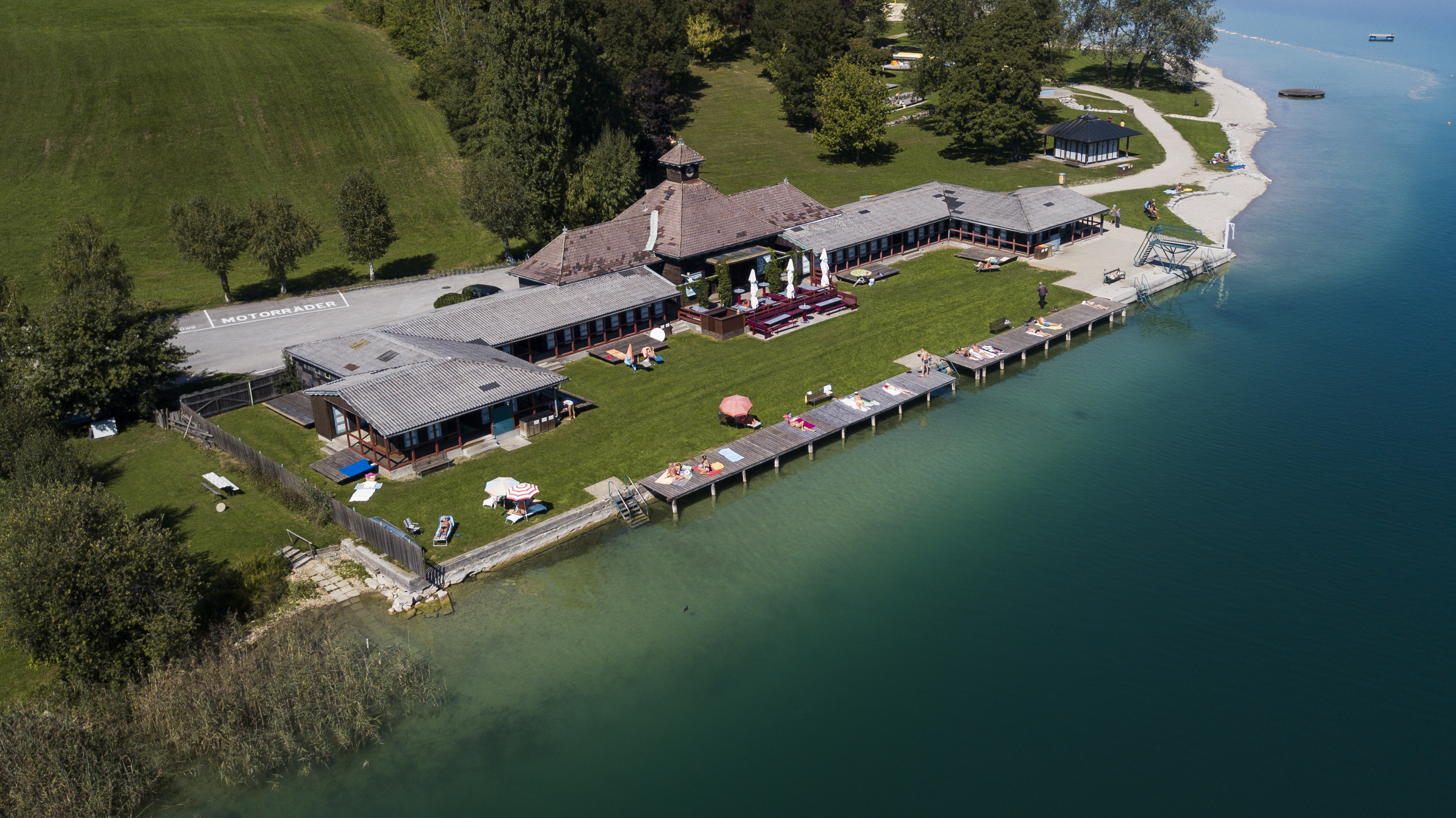
Strandbad Mattsee

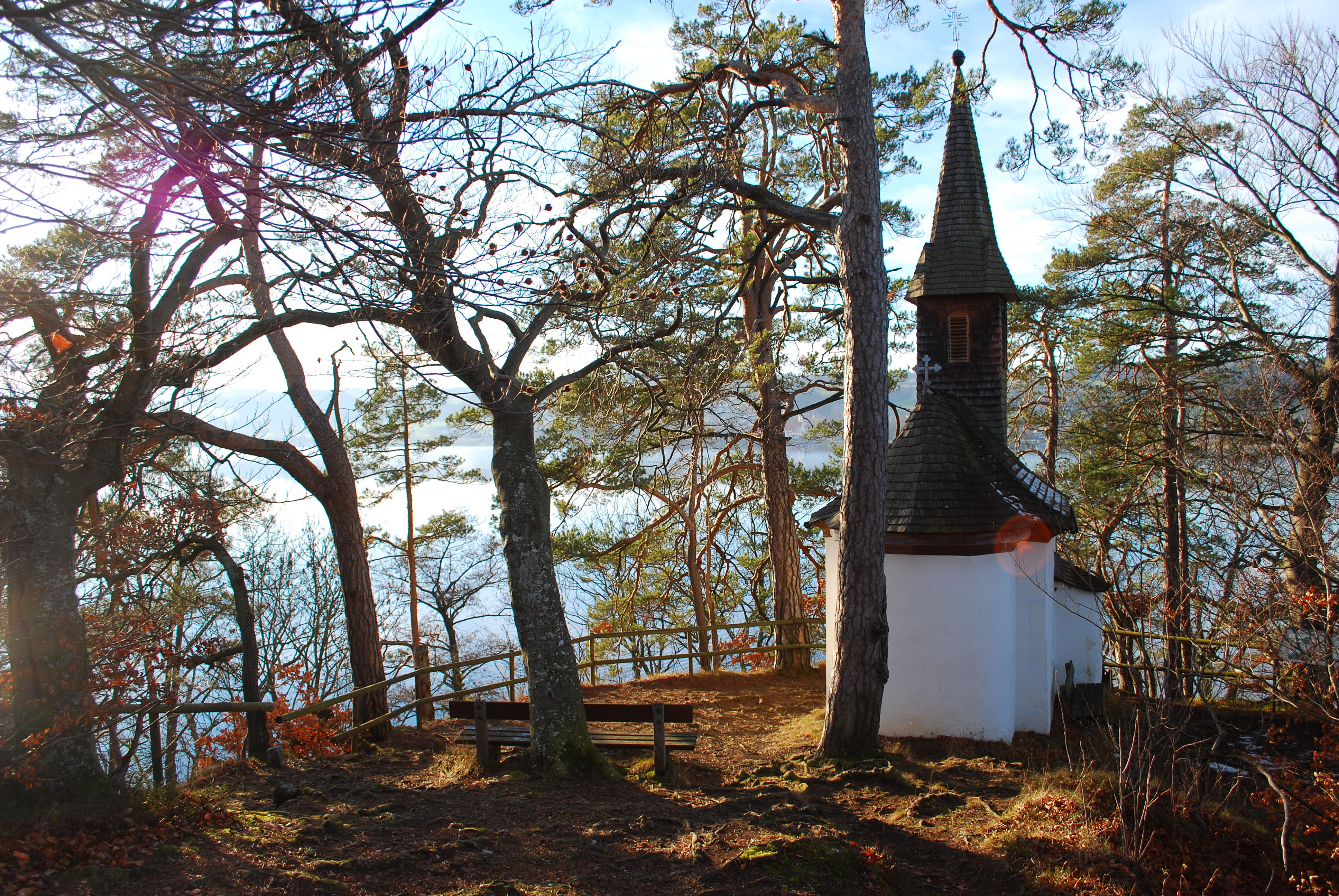
Wartsteinkapelle

- Schloss Mattsee: Die heutige Schlossanlage geht auf eine um 1100 errichtete Burg zurück.
- Propstei vom Stift Mattsee: mit Stiftsmuseum, Stiftsbibliothek und Schatzkammer
- Stiftskirche Mattsee hl. Michael
- Wartsteinkapelle hl. Anna
- Strandbad Mattsee
- fahr(T)raum: In der Oldtimermuseums-Erlebniswelt mit dem Motto „Meilensteine der Mobilität“ dokumentiert Ernst Piëch insbesondere das Schaffen seines Großvaters Ferdinand Porsche.[3]
- Ehemaliges Pfleggericht Mattsee
- Bajuwarengehöft Mattsee
- Naturpark Buchberg
- Diabelli Sommer unter Leitung von Roberto Di Ronza und Benjamin Schmid.[4]

## Wirtschaft und Infrastruktur

### Wirtschaftssektoren
Von den 57 landwirtschaftlichen Betrieben des Jahres 2010 waren 44 Haupterwerbsbauern. Diese bewirtschafteten 90 Prozent der Flächen. Im Produktionssektor arbeiteten 236 Erwerbstätige im Bereich Herstellung von Waren, 30 in der Bauwirtschaft und 8 in der Wasserver- und Abfallentsorgung. Die wichtigsten Arbeitgeber des Dienstleistungssektors waren die Bereiche soziale und öffentliche Dienste (192), Handel (176), Beherbergung und Gastronomie (88) und freiberufliche Dienstleistungen (66 Mitarbeiter).
| Wirtschaftssektor            | Anzahl Betriebe | Anzahl Betriebe | Erwerbstätige | Erwerbstätige |
| Wirtschaftssektor            | 2011            | 2001            | 2011          | 2001          |
| ---------------------------- | --------------- | --------------- | ------------- | ------------- |
| Land- und Forstwirtschaft 1) | 57              | 69              | 66            | 86            |
| Produktion                   | 31              | 28              | 274           | 333           |
| Dienstleistung               | 218             | 139             | 588           | 554           |

1) Betriebe mit Fläche in den Jahren 2010 und 1999

### Tourismus
Die wichtigsten Attraktionen für den Fremdenverkehr sind der Mattsee und der Obertrumer See. Dies spiegelt sich auch in den Übernachtungszahlen, 85 Prozent der Nächtigungen entfallen auf die vier Monate Juni bis September. Die Anzahl der Übernachtungen lag in den Jahren von 2011 bis 2018 zwischen 58.000 und 78.000, ging im COVID-Jahr 2020 auf 28.000 zurück.

## Politik

### Gemeinderat
| Gemeinderatswahl 2024Wahlbeteiligung: 73,3 % 706050403020100 61,3 % (+30,8 %p)30,1 % (−11,6 %p)7,5 % (−3,2 %p)1,1 % (n. k. %p)n. k. % (−17,1 %p) SPÖÖVPFPÖMFGGRÜNE20192024 |

Die Gemeindevertretung hat insgesamt 21 Mitglieder.
- Mit den Gemeindevertretungs- und Bürgermeisterwahlen in Salzburg 2004 hatte die Gemeindevertretung folgende Verteilung: 12 ÖVP, 6 SPÖ, und 1 FPÖ.
- Mit den Gemeindevertretungs- und Bürgermeisterwahlen in Salzburg 2009 hatte die Gemeindevertretung folgende Verteilung: 13 ÖVP, 3 SPÖ, 2 Grüne, und 1 FPÖ.[10]
- Mit den Gemeindevertretungs- und Bürgermeisterwahlen in Salzburg 2014 hatte die Gemeindevertretung folgende Verteilung: 11 ÖVP, 3 SPÖ, 3 Grüne, und 2 FPÖ.[11]
- Mit den Gemeindevertretungs- und Bürgermeisterwahlen in Salzburg 2019 hatte die Gemeindevertretung folgende Verteilung: 8 ÖVP, 6 SPÖ, 3 Grüne und 2 FPÖ.[12]
- Mit den Gemeindevertretungs- und Bürgermeisterwahlen in Salzburg 2024 hat die Gemeindevertretung folgende Verteilung: 14 SPÖ, 6 ÖVP und 1 FPÖ.[13]

### Bürgermeister
- 1945–1959 Josef Lindner
- 1959–1984 Josef Furthner (ÖVP)[14]
- 1984–2012 Matthäus Maislinger (ÖVP)[15]
- 2012–2019 René Kuel (ÖVP)[16]
- seit 2019 Michael Schwarzmayr (SPÖ)[17]

### Wappen
Der Gemeinde wurde 1935 ein Wappen verliehen.
Blasonierung: „Im roten Feld ein von einem aufrecht gestellten flammenden Schwert mit goldenem Griff belegter silberner Pfahl, der beiderseits von je einem auswärts gekehrten, silbernen Spießträger begleitet ist.“
Das flammende Schwert steht für den heiligen Michael, dem die Kirche des Stiftes Mattsee geweiht ist. Die Spießträger sind dem Wappen der Herren von Hausperg entnommen, die Besitzungen in Mattsee hatten und sich auch Herren von Mattsee nannten.

## Persönlichkeiten

### Ehrenbürger der Gemeinde
- Josef Lindner (1915–1999), Bürgermeister von Mattsee 1945–1959
- Karl Gebetsberger (1903–1993), Probst des Stiftes Mattsee
- Josef Furthner (1922–1992), Bürgermeister von Mattsee 1959–1984
- Simon Feichtner (1928–2012), ehem. Vizebürgermeister
- Hannes Maringer (1932–2022), Hauptschul-Direktor i. R.
- Rupert Felber, Kustos des Heimatmuseums
- Matthäus Maislinger, Bürgermeister von Mattsee 1984–2012[19]
- 2010: Vinzenz Baldemair (1940–2012), Stiftspropst und 35 Jahre Pfarrer

### Söhne und Töchter der Gemeinde
- Joseph Kranzinger (1731–1775), Maler
- Anton Diabelli (1781–1858), Komponist
- Heinrich Wallmann (1827–1898), Mediziner und Militär
- Eduard Pierer von Esch (1848–1902), k.u.k. Feldmarschallleutnant
- Johann Gmachl (1856–1919), Gutsbesitzer und Abgeordneter zum Österreichischen Abgeordnetenhaus
- Franz Heilmayer (1858–1920), Politiker (CSP)
- Burghard Breitner (1884–1956), („Engel von Sibirien“), Chirurg und Politiker
- Michael Neuhofer (1887–1972), Politiker (CSP)
- Alois Schmiedbauer (1902–1989), Maler und Restaurator
- Georg Eder (1928–2015), Erzbischof von Salzburg

### Personen mit Bezug zur Gemeinde
- Julian Baumgartlinger (* 1988), österreichischer Fußballprofi von Bayer 04 Leverkusen
- Anton Breitner (1858–1928), Schriftsteller, Archäologe und Redakteur, in Mattsee verstorben
- Dominik Kraihamer (* 1989), österreichischer Automobilrennfahrer
- August Radnitzky (1810–1897), österreichischer Schriftsteller, in Mattsee verstorben
- Arnold Schönberg (1874–1951), österreichischer Komponist
- Leonhard Steinwender (1889–1961), österreichischer Theologe, Widerstandskämpfer und Autor